# Megalopta furunculosa
Megalopta furunculosa is een vliesvleugelig insect uit de familie Halictidae. De wetenschappelijke naam van de soort is voor het eerst geldig gepubliceerd in 2003 door Hinojosa-Díaz & Engel.